# Lenka Vlasáková
Pour les articles homonymes, voir Vlasáková.
Lenka Vlasáková, née le 27 avril 1972 à Prague, est une actrice tchèque.

## Biographie
En 1997, elle a remporté le Lion tchèque de la meilleure actrice pour le film Léa. Elle est mariée à l'acteur tchèque Jan Dolanský.

## Filmographie
- 1990 : Houpacka : Lucie
- 1993 : Zpráva pro prístí století : Katerina
- 1994 : Prima sezona TV : Dása Sommernitzová
- 1994 : Laskavý divák promine TV : Anicka
- 1994 : V den psa : Katerina
- 1996 : Léa : Léa
- 2000 : Prípady detektivní kanceláre Ostrozrak TV : Beauty
- 2001 : Les Mondes parallèles : Tereza
- 2001 : Ostrov na strese : Lena
- 2001 : Noc s Andelem (série télévisée) : elle-même
- 2002 : Hvezda zivota TV
- 2002 : Udelení milosti se zamítá TV : Blajerová
- 2002 : Útek do Budína : Jana
- 2003 : Voda se stávou : Anna
- 2004 : Jak básníci neztrácejí nadeji : Nurse Ladislava
- 2004 : Myceni - náznak : Anna Schrekerová
- 2007 : Demoiselles (Pusinky) : Iška
- 2007 : Hrabenky TV : Jarka Hrabetová
- 2008 : O rodicích a detech : Dr. Nachtigal
- 2008 : U me dobrý : Andula
- 2008 : Deti sledující nocní vlaky
- 2009 : Poste restante TV
- 2009 : Ztracený princ TV : Komorná Salome
- 2009 : Ulice TV : Katerina Nekonecná
- 2009 : Svedomí Denisy Klánové TV : Denisa Klánová
- 2010 : Kawasakiho ruze' : Lucie
- 2010 : Destova vila : Rain Fairy
- 2010 : Zeny v pokuseni : Helena
- 2010 : Poste restante (série télévisée) : Marcela Kerclová
- 2010 : Rodinka : Jana Marková
- 2011 : VIP zprávy (série télévisée) : elle-même
- 2012 : Ceský lev 2011 (téléfilm) : elle-même
- 2012 : Mimozemstan (court métrage télévisé)
- 2012 : Aplaus (téléfilm)
- 2012 : Vrásky z lásky : Marta
- 2012 : Stastný smolar (téléfilm) : Hlavsová
- 2009-2013 : Ulice (série télévisée) : Katerina Nekonecná
- 2013 : Krídla Vánoc : Míla
- 2014 : Piknik (téléfilm)& (téléfilm) : Veronika
- 2014 : Poslední cyklista (mini-série)
- 2013-2014 : Cesty domu (série télévisée) : Valerie Cerná
- 2014 : Nevinné lzi (série télévisée) : Ivana
- 2014 : Neviditelní (série télévisée) : doctoresse Mrácková
- 2014 : Stopy zivota (série télévisée) : Nýcová
- 2014 : Hodinový manzel : Marta
- 2015 : Labyrint (série télévisée) : la psychologue
- 2016 : Nikdy nejsme sami
- 2016 : The Devil’s Mistress (Lída Baarová) de Filip Renč : Magda Goebbels
- 2016 : Jak se zbavit nevesty
- 2018 : Moments (Chvilky) : la psychologue
- 2019 : Un espion très recherché (Bez vědomí) (mini-série) d'Ivan Zachariáš – Hanka
- 2021 : Les Mystères de Prague (mini-série) : Ilona Budíková